# Masakra na atolu Wake

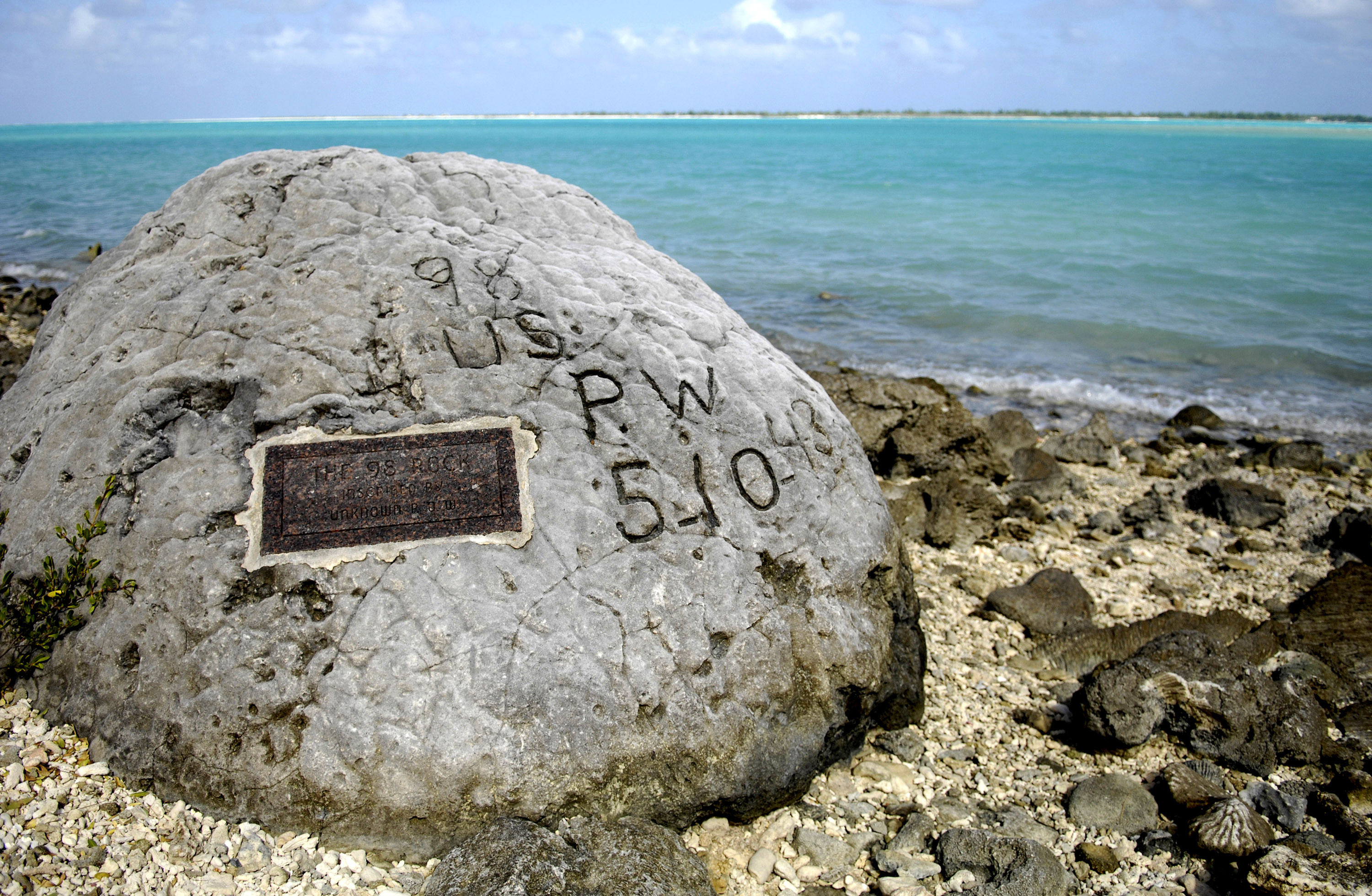
Atol Wake. Głaz upamiętniający zamordowanych jeńców

Masakra na atolu Wake – zbrodnia wojenna popełniona 7 października 1943 roku, w czasie II wojny światowej, na atolu Wake na Pacyfiku. Z rąk żołnierzy japońskiej Cesarskiej Marynarki Wojennej zginęło wtedy 97 amerykańskich jeńców wojennych.
Po zdobyciu atolu w grudniu 1941 roku Japończycy wzięli do niewoli ponad 1600 Amerykanów. Większość etapami ewakuowano do różnych obozów jenieckich. W październiku 1943 roku na atolu więziono już tylko 97 jeńców, w większości pracowników budowlanych. Po amerykańskich nalotach, które zdawały się zwiastować przygotowania do inwazji, dowódca japońskiego garnizonu kadm. Shigematsu Sakaibara rozkazał wymordować wszystkich jeńców. Ofiary rozstrzelano w masowej egzekucji. Jeden z jeńców, który przeżył masakrę, został po trzech tygodniach schwytany i ścięty przez samego Sakaibarę.

## Geneza

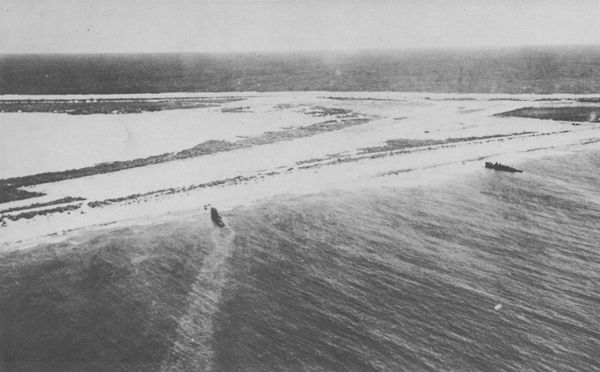
Wake, zdjęcie z czasów wojny

W 1941 roku, w obliczu zbliżającej się wojny z Japonią, United States Navy przystąpiła do budowy lotnisk i baz wojskowych na strategicznie położonych wyspach i atolach Pacyfiku. Projekty były realizowane przez amerykańskie firmy budowlane, występujące pod wspólnym szyldem Contractors Pacific Naval Air Bases.
Na atolu Wake prace budowlane rozpoczęto w styczniu 1941 roku. Do chwili wybuchu wojny na Pacyfiku zdołano ukończyć budowę lotniska i 2/3 planowanych umocnień. Garnizon atolu stanowiło około 520 żołnierzy i marynarzy, w tym blisko 400 marines. Na lotnisku bazowała 211. eskadra myśliwska USMC, licząca 12 myśliwców F4F-3 „Wildcat”. W momencie wybuchu wojny na Wake przebywało również około 1200 cywilów. Niemal wszyscy, z wyjątkiem około 50 pracowników linii lotniczych Pan Am, byli robotnikami budowlanymi.
Przed południem 8 grudnia 1941 roku, kilka godzin po ataku na Pearl Harbor, atol został zbombardowany przez japońskie lotnictwo. Naloty powtarzały się przez następne dwa dni. 11 grudnia u wybrzeży Wake pojawił się zespół inwazyjny. Pierwsza próba zdobycia atolu przyniosła jednak Japończykom dotkliwą porażkę. Amerykańskie działa nadbrzeżne i „Wildcaty” zatopiły dwa japońskie niszczyciele, a resztę zespołu zmusiły do odwrotu. W kolejnych dniach atol był nieustannie atakowany przez japońskie lotnictwo. Wreszcie 23 grudnia, krótko po północy, u brzegów Wake pojawił się kolejny, tym razem znacznie silniejszy zespół inwazyjny. Mimo twardego oporu stawianego przez amerykańskich żołnierzy, marynarzy i uzbrojonych robotników, Japończycy zdołali wysadzić kilkusetosobowy desant. Po kilkugodzinnej walce dowódca amerykańskiego garnizonu kmdr. Winfield S. Cunningham uznał, że dalszy opór nie ma sensu i podjął decyzję o kapitulacji. 
W japońskie ręce wpadło ponad 1600 jeńców, których zgromadzono na pasie startowym. Spędzili tam trzy dni, ustawieni w rzędach, skrępowani linami lub kablem telefonicznym. Nie zapewniono im żadnej ochrony przed słońcem i warunkami atmosferycznymi. Otrzymywali także minimalne racje wody i żywności, a rannym i chorym nie zapewniono opieki medycznej. Japońscy oficerowie domagali się, aby jeńców wymordować, nie wyraził jednak na to zgody dowódca zespołu inwazyjnego, kadm. Sadamichi Kajioka. Ostatecznie jeńców zmuszono do pracy przy uprzątaniu zwłok, a następnie osadzono w koszarach piechoty morskiej w północnej części wyspy.
12 stycznia 1942 roku 1222 jeńców wyruszyło do Japonii na pokładzie statku „Nitta Maru”. Dzień wcześniej Amerykanów brutalnie wpędzono do brudnych i niewentylowanych ładowni. Podczas dwunastodniowego rejsu do Szanghaju cierpieli z powodu głodu, pragnienia, upału i dyzenterii. Gdy statek znalazł się na pełnym morzu, Japończycy wyciągnęli na pokład pięciu Amerykanów: starszych marynarzy Theodora Franklina, Johna Lamberta, Roya Gonzaleza oraz st. sierż. Earla Hanuma i sierż. Vincenta Baileya. Jeńcy zostali związani i pobici. Następnie japońscy oficerowie, którymi dowodził por. Toshio Saitō, ścięli ich mieczami. Na bezgłowych zwłokach marynarze i konwojenci ćwiczyli pchnięcia bagnetem i ciosy mieczem, na koniec wrzucono je do oceanu. Wszystkie ofiary były lotnikami USMC. Zamordowano ich w odwecie za ciężkie straty, które samoloty z Wake zadały japońskim siłom inwazyjnym.

## Egzekucja 97 jeńców

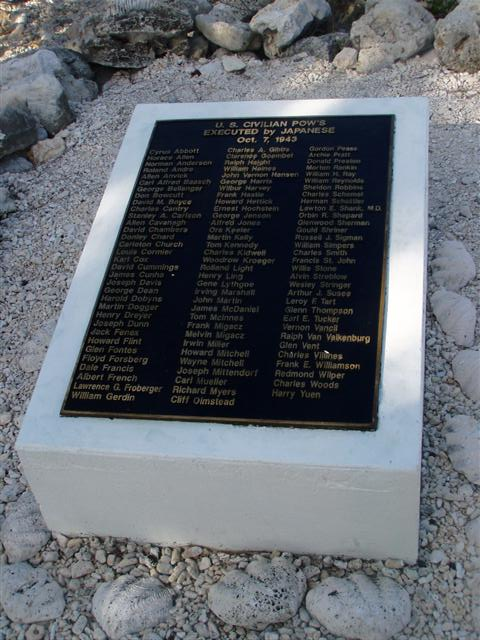
Pomnik amerykańskich jeńców wojennych zamordowanych na wyspie Wake

Na atolu pozostało 363 jeńców, których Japończycy zmusili do pracy przy budowie fortyfikacji. We wrześniu 1942 roku, gdy prace były na ukończeniu, 265 jeńców zabrano do Japonii na pokładzie statku „Tachibana Maru”. Na Wake pozostawiono 98 Amerykanów. Byli to w większości robotnicy budowlani. Obok nich na atolu pozostali: Lawton E. Shank, lekarz, pracownik linii Pan Am, który pozostał na ochotnika, aby zapewnić jeńcom opiekę medyczną, a także dentysta James Cunha i pielegniarz operacyjny Henry Dreyer.
Mniej więcej w tym samym czasie amerykańskie lotnictwo rozpoczęło regularne ataki na Wake. W czasie jednego z nalotów zginął jeden z jeńców. Szczególnie ciężkie chwile japoński garnizon przeżył 5–6 października 1943 roku. Przez dwa dni atol był niemal nieustannie atakowany przez samoloty z amerykańskich lotniskowców oraz ostrzeliwany przez niszczyciele i krążowniki. Lotnisko i część umocnień zostały zrujnowane, Japończycy stracili też 31 samolotów.
Po tym ataku dowódca japońskiego garnizonu, kadm. Shigematsu Sakaibara, doszedł do wniosku, że amerykańska inwazja jest nieuchronna. Uznał jednocześnie, że nie może sobie pozwolić, aby choć jeden żołnierz zajmował się pilnowaniem jeńców, zamiast uczestniczyć w odpieraniu spodziewanego desantu. W konsekwencji podjął decyzję, że amerykańscy jeńcy, którzy w jego ocenie i tak byli już nieprzydatni, powinni zostać jak najszybciej zlikwidowani.
Rankiem 7 października Sakaibara wezwał do siebie kmdr. Tachibanę i rozkazał mu rozstrzelać jeńców. Po pewnym czasie zmienił jednak zdanie i wykonanie rozkazu powierzył por. Torashiemu Itō. Oficer ten kilka godzin wcześniej przybył z atolu Kwajalein, aby przejąć dowództwo nad desantową kompanią dowodzenia.
Jeszcze tego samego dnia, na krótko przed zachodem słońca, 97 Amerykanów zabrano na plażę w północnej części wyspy. Jeńcom zawiązano oczy opaskami i rozkazano usiąść plecami do wykopanego na plaży rowu przeciwpancernego. Następnie żołnierze kompanii dowodzenia rozstrzelali ich ogniem karabinów i broni maszynowej. Po zakończeniu egzekucji zwłoki wrzucono do rowu i zasypano.
W trakcie egzekucji jeden z Amerykanów zdołał zerwać się i uciec w głąb wyspy. Został jednak zauważony przez japońskiego marynarza, który o ucieczce jeńca zameldował przełożonym. Następnego wieczora Japończycy wrócili na plażę, po czym odkopali i policzyli zwłoki, upewniając się, że jeden jeniec rzeczywiście zdołał uciec. Rozpoczęto poszukiwania, lecz Amerykanina znaleziono dopiero po trzech tygodniach. Został zabrany do kwatery japońskiego dowództwa, gdzie Sakaibara osobiście ściął go mieczem.

## Epilog
Wake pozostał w japońskich rękach do końca wojny. Zgodnie z „taktyką żabich skoków” Amerykanie ominęli atol, całkowicie odcinając go od japońskiego zaplecza. W sierpniu 1945 roku, na wieść o kapitulacji Japonii, Sakaibara podjął próbę zatarcia śladów zbrodni. Rozkazał ekshumować szczątki zamordowanych jeńców i pogrzebać je we wschodniej części wyspy. Wraz ze swymi oficerami uzgodnił także fałszywą wersję wydarzeń. Amerykanów zamierzano poinformować, że jeden ze schronów, w którym więziono ich rodaków, został zniszczony podczas nalotu, na skutek czego zginęli wszyscy znajdujący się w nim jeńcy. Z kolei jeńcy przetrzymywani w drugim schronie rzekomo mieli w tym samym czasie podjąć próbę ucieczki, podczas której wszystkich zastrzelono.
Amerykanie nie dali wiary tym zapewnieniom. Sakaibarę i piętnastu innych oficerów aresztowano. Trzech, w tym por. Itō, który kierował egzekucją jeńców, popełniło samobójstwo. Wszyscy trzej pozostawili jednak pisemne oświadczenia, w których odpowiedzialnością za zbrodnię obarczyli Sakaibarę. Ten nie zaprzeczał, że zarządził wymordowanie jeńców, twierdził jednak, że wyłącznie wykonywał rozkazy przełożonych. Wyrokiem amerykańskiego sądu został wraz z kmdr. Tachibaną skazany na karę śmierci. Komandorowi w drodze łaski wyrok zmieniono na karę dożywotniego więzienia. Sakaibara został powieszony na Guam w lipcu 1947 roku.
Ciała zamordowanych zostały ekshumowane i przewiezione na Hawaje, gdzie spoczęły na National Memorial Cemetery of the Pacific.
Doktor Lawton E. Shank został pośmiertnie odznaczony Krzyżem Marynarki Wojennej. Był jedynym w historii USA cywilem, któremu przyznano to odznaczenie.